# Bas-Rhin
Bas-Rhin (nemško Unterelsass, oznaka 67) je francoski departma, imenovan po Renu, ki ga loči od Nemčije. Nahaja se v regiji Alzaciji.

## Zgodovina
Departma je bil ustanovljen 4. marca 1790 v času Francoske revolucije.
Sredi 90-ih let 18. stoletja se je po okupaciji levega brega Rena meja departmaja pomaknila proti severu ter vključila območje  krajev Annweiler am Trifels, Landau, Bad Bergzabern in Wörth an der Rhein. Po porazu Napoleona v bitki pri Waterlooju in Dunajskem kongresu leta 1815 je bilo okupirano ozemlje vrnjeno nemškim deželam Bavarski oz. Porenju-Palatinatu.
Departma je bil dvakrat priključen k Nemčiji: od 1871 (po francoskem porazu v francosko-pruski vojni) do konca prve svetovne vojne 1918 in nato med drugo svetovno vojno (od 1940 do 1945).

## Geografija
Bas-Rhin (Dolnji Ren) leži v severnem delu Alzacije. Na jugu meji na Haut-Rhin, na zahodu meji na lorenske departmaje Vogezi, Meurthe-et-Moselle in Moselle, medtem ko na vzhodu meji na reko Ren oziroma Nemčijo.